# Verticillium botrytoides
Verticillium botrytoides är en svampart som beskrevs av Sacc. 1882. Verticillium botrytoides ingår i släktet Verticillium och familjen Plectosphaerellaceae.   Inga underarter finns listade i Catalogue of Life.